# Оборотный капитал
Оборотный капитал — понятие классической политической экономии Адама Смита. Одно из основных понятий политической экономии К. Маркса. Оборотный капитал, как и основной капитал, выражает определённые производственные отношения, складывающиеся с развитием предпринимательства.
Не путать с бухгалтерским термином собственные оборотные средства (иногда чистый оборотный капитал) — разница между текущими активами и текущими пассивами, где оборотный капитал — это финансовые ресурсы, вложенные в объекты, использование которых осуществляется фирмой либо в рамках одного воспроизводственного цикла, либо в рамках относительно короткого календарного периода (как правило, не более одного года).

## Описание
Оборотный капитал — это капитал, инвестируемый в текущую деятельность на период каждого операционного цикла. Часто это трактуется как текущие активы, оборотные средства.
Оборотный капитал участвует только в одном производственном цикле и полностью переносит свою стоимость на продукцию, в то время как основной капитал неоднократно участвует в процессе производства и переносит свою стоимость на продукцию по частям. Поэтому оборотный капитал обращается быстрее, чем основной капитал. С увеличением доли оборотного капитала в общей сумме авансированного капитала время оборота всего капитала сокращается.
Оборотный капитал характеризуется не только объёмом и структурой, но и ликвидностью текущих активов. При этом учитывается, что, например, производственные запасы менее ликвидны, чем готовая продукция, а абсолютно ликвидны денежные средства.
По источникам формирования оборотный капитал подразделяется на собственный и заёмный (привлечённый). Собственный оборотный капитал предприятий обеспечивает финансовую устойчивость и оперативную самостоятельность хозяйствующего субъекта. Заёмный капитал, привлекаемый в виде банковских кредитов и других форм, покрывает дополнительную потребность предприятия в средствах.
Структура оборотных средств зависит от отрасли, состояния предприятия, сезонности и других факторов. Например, для промышленности характерно преобладание высокой доли средств, размещенных в сфере производства (70 %). В добывающих отраслях и электроэнергетике вообще нет незавершенного производства, а в судостроении его доля в оборотном капитале доходит до 90 %.

### Кругооборот оборотного капитала
Кругооборот оборотных средств совершается параллельно производственному циклу и состоит и состоит из трех этапов: денежного, производственного и товарного.
- На первом этапе («деньги — товар») оборотные средства, имеющие первоначально форму денежных средств, превращаются в производственные запасы, то есть переходят из сферы обращения в сферу производства.
- На втором этапе («товар — производство — товар») оборотные средства участвуют непосредственно в процессе производства и принимают форму незавершённого производства, полуфабрикатов и готовых изделий.
- На третьем этапе («товар — деньги») цикл вновь переходит в сферу обращения. В результате реализации готовой продукции оборотные средства принимают снова форму денежных средств.

## Управление оборотным капиталом
Особенности управления оборотным капиталом определяются структурной принадлежностью хозяйствующих субъектов. Так, в сфере производства структура оборотного капитала определяется степенью концентрации, характером и длительностью процесса производства, его материалоёмкостью, уровнем технического оснащения и другими факторами. На предприятиях сферы обращения более высока доля запасов товарно-материальных ценностей. У финансовых корпораций преобладают денежные средства и их эквиваленты.
К объектам управления оборотным капиталом относят: объём и состав текущих активов, их ликвидностью, соотношение собственных и заёмных источников покрытия текущих активов, величина чистого оборотного капитала, соотношение постоянного и переменного капитала и т. д.
Управление оборотным капиталом тесно связано с его составом и размещением. Определение структуры и выявление тенденции изменения элементов оборотных средств дают возможность прогнозировать параметры развития предпринимательства[уточнить].
Для оценки эффективности управления оборотным капиталом предприятия обычно используют показатели оборачиваемости разных видов активов и обязательств. На основании них строится технология применения методов управления дебиторской задолженностью, свободным остатком денежных средств и другими видами активов. Такая оценка, например, помогает использовать дополнительную выгоду предприятия от использования свободных денежных средств или замедления периода оборачиваемости кредиторской задолженности.